# 長井義紀
長井 義紀（ながい よしのり、1957年 - ）は、日本の建築家。福島県生まれ。日本大学理工学部非常勤講師。

## 略歴
- 1981年　日本大学理工学部建築学科卒業
- 1981年-1992年　渡辺明設計事務所勤務
- 1992年-2002年　現代建築研究所勤務
- 2002年　長井義紀アーキスタジオ設立
- 2004年　有限会社長井義紀建築設計事務所設立

## 受賞歴
- 2006年　「つつじが丘の住宅」で、神奈川建築コンクール優秀賞